# Aethelhelm
Athelthelm del Wessex (... – 890 circa) è stato un principe anglosassone.
Era il maggiore dei due figli noti di re Etelredo I del Wessex e della regina Wulfthryth. 

## Biografia

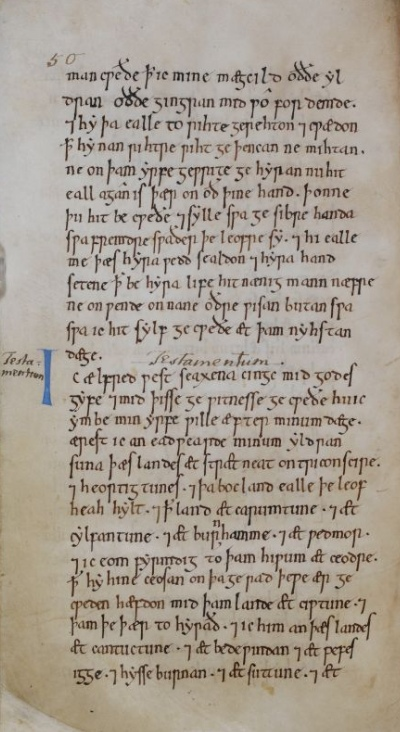
Volontà di Alfredo il Grande, 873 - 888 d.c., che concede terreni ad Aetelhelm (copia dell'XI secolo, Birtish Library Stowe MS 944, ss. 29v-33r)

I figli di Etelredo del Wessex erano neonati quando il padre morì nell'871 e il trono passò allo zio Alfredo il Grande. 
In nome di Athelthelm del Wessex compare come beneficiario del testamento di Alfredo a metà degli anni 880 e la sua morte si colloca probabilmente nel decennio successivo. 
Dopo la morte di Alfredo nell'899 Aethelwald, fratello minore di Athelthelm, contestò senza successo la successione.
Le notizie su Aethelhelm sono confuse e contraddittorie. Ad esempio Pauline Stafford (professoressa emerita di storia altomedievale all'università di Liverpool) lo identifica con qull'Aethelhelm che prestò servizio come ealdorman de Wiltshire, mentre Barbara Yorke (storica dell'Inghilterra Anglo-Sassone) respinge quest'idea sostenendo che i principi della dinastia reale che erano idonei alla successione non potessero avere l'incarico di ealdorman.
Di nessuna notizia peraltro frammentaria si ha certezza.

## Discendenza
Athelthelm sposò in una data incerta una donna anonima e da questa ebbe sicuramente un figlio ma secondo altre fonti ne ebbe altri 3.
- un figlio di cui non si sa il nome: secondo gli storici fu il nonno di Ælgifu, moglie di Edwing d'Inghilterra. Sposò una donna anonima.
- Æthelflæd di Damerham (?-991), moglie di Edmondo I d'Inghilterra: non si sa se la ebbe veramente lui come sua sorella e suo fratello
- Ælfflæd: non si sa come sua sorella e suo fratello se la ebbe veramente lui.

- un figlio anonimo che come le sue sorelle non si sa se lo ebbe veramente lui.

## Ascendenza
|                      |   |                             | Genitori |  |  | Nonni |  |  | Bisnonni           |  |  | Trisnonni         |  |
|                      |   |                             |          |  |  |       |  |  | Egberto del Wessex |  |  | Ealhmund del Kent |  |
|                      |   |                             |          |  |  |       |  |  | Egberto del Wessex |  |  | Ealhmund del Kent |  |
|                      |   | …                           |          |  |  |       |  |  | Egberto del Wessex |  |  |                   |  |
| Etelvulfo del Wessex |   |                             |          |  |  |       |  |  | Egberto del Wessex |  |  |                   |  |
|                      |   | Redburga, regina del Wessex | …        |  |  |       |  |  |                    |  |  |                   |  |
|                      |   | Redburga, regina del Wessex | …        |  |  |       |  |  |                    |  |  |                   |  |
|                      |   | Redburga, regina del Wessex | …        |  |  |       |  |  |                    |  |  |                   |  |
| Etelredo del Wessex  |   | Redburga, regina del Wessex |          |  |  |       |  |  |                    |  |  |                   |  |
|                      |   | Oslac                       | …        |  |  |       |  |  |                    |  |  |                   |  |
|                      |   | Oslac                       | …        |  |  |       |  |  |                    |  |  |                   |  |
|                      |   | Oslac                       | …        |  |  |       |  |  |                    |  |  |                   |  |
| Osburga              |   | Oslac                       |          |  |  |       |  |  |                    |  |  |                   |  |
|                      |   | …                           | …        |  |  |       |  |  |                    |  |  |                   |  |
|                      |   | …                           | …        |  |  |       |  |  |                    |  |  |                   |  |
|                      |   | …                           | …        |  |  |       |  |  |                    |  |  |                   |  |
| Aethelhelm           |   | …                           |          |  |  |       |  |  |                    |  |  |                   |  |
|                      | … | …                           |          |  |  |       |  |  |                    |  |  |                   |  |
|                      | … | …                           |          |  |  |       |  |  |                    |  |  |                   |  |
|                      | … | …                           |          |  |  |       |  |  |                    |  |  |                   |  |
| …                    | … |                             |          |  |  |       |  |  |                    |  |  |                   |  |
|                      |   | …                           | …        |  |  |       |  |  |                    |  |  |                   |  |
|                      |   | …                           | …        |  |  |       |  |  |                    |  |  |                   |  |
|                      |   | …                           | …        |  |  |       |  |  |                    |  |  |                   |  |
| Wulfthryth           |   | …                           |          |  |  |       |  |  |                    |  |  |                   |  |
|                      |   | …                           | …        |  |  |       |  |  |                    |  |  |                   |  |
|                      |   | …                           | …        |  |  |       |  |  |                    |  |  |                   |  |
|                      |   | …                           | …        |  |  |       |  |  |                    |  |  |                   |  |
| …                    |   | …                           |          |  |  |       |  |  |                    |  |  |                   |  |
|                      |   | …                           | …        |  |  |       |  |  |                    |  |  |                   |  |
|                      |   | …                           | …        |  |  |       |  |  |                    |  |  |                   |  |
|                      |   | …                           | …        |  |  |       |  |  |                    |  |  |                   |  |
|                      |   | …                           |          |  |  |       |  |  |                    |  |  |                   |  |